# ديفيد إيفانز (لاعب إسكواش)
ديفيد إيفانز (بالإنجليزية: David Evans)‏ هو لاعب إسكواش بريطاني، ولد في 24 أكتوبر 1974 في Pontypool ‏ في المملكة المتحدة.

## وصلات خارجية
- ديفيد إيفانز على موقع SquashInfo.com (الإنجليزية)